# Троджа Гацела
Троджа, Трузия или Турция Гацела (на италиански: Trogia, Trusia o Turzia Gazzella; * ок. 1460, Гаета, Неаполитанско кралство; † 1511, Неапол, пак там) е италианска благородничка, метреса на краля на Неапол Алфонсо II и чрез техните деца свекърва на известните Лукреция и Гофредо Борджия. 

## Произход
Тя е дъщеря на Антонио, благородник от Гаета, и на Орсина Карафа от Кастелучо.

## Брак и потомство
Омъжва се два пъти:
∞ 1. в Неапол за Антонио Карбоне
∞ 2. 1495 за Чезаре Джезуалдо от Капуа.
От краля на Неапол Алфонсо II Арагонски има две извънбрачни деца:
- Санча Арагонска (* 1478, Гаета, Неаполитанско кралство; † 1506, Неапол, пак там, принцеса на Скуилаче (в Херцогство Калабрия) и графиня на Алвито; ∞ 1. 1488 за неаполитанския благородник Онорато Гаетани, разтрогнат 2.16 август 1493 в Рим (чрез пълномощник), 11 май 1494 в Неапол за  Гофредо Борджия (* 1481, Рим, Папска държава; † декември 1516 или януари 1517, Скуилаче, пак там),[4] незаконен син на папа Александър VI и неговата метреса Ваноца Катанеи, от когото няма деца;
- Алфонсо Арагонски (* 1481, Кралство Неапол, † 18 август 1500, Рим, убит от шурея си Чезаре Борджия), принц на Салерно, херцог на Бишелие; ∞ 21 юли 1498 за Лукреция Борджия[5] (* 18 април 1480, Субиако, Папска държава; † 24 юни 1519, Ферара, Херцогство Ферара), господарка на Пезаро и Градара, бъдеща господарка на Непи, на Сермонета и Басиано и херцогиня на Ферара, Модена и Реджо, от коят има едино син.

Двете деца от Троджа са начинът, чрез който Арагонската династия на Неапол запечатва съюза с папа Александър VI Борджия. Двата брака са замислени от папата с намерението да качат един от синовете му на престола на Неапол според политическия план на чичо му – папа Каликст III. На 9-годишна възраст Санча е омъжена за Онорато Гаетани, внук на едноименния дядо, верен поддръжник на краля на Неапол Фердинандо I, но бракът е разтрогнат, въпреки че е консумиран. През 1494 г. 16-годишната кралска дъщеря се омъжва за Гофредо – 13-годишният син на папата. Връзката с Борджиите е сключена плътно, т. к. другият син на Алфонсо II – Алфонсо се жени за дъщерята на папата Лукреция Борджия в Рим през 1498 г. Съюзът обаче е кратък: с падането на Арагонската династия от престола на Неапол папа Александър VI смята роднинството с лишените от трона благородници за безполезно; освен това Чезаре Борджия стига дотам, че да поръча убийството на зет си, обвинявайки го от своя страна, че е замислил конспирация да му навреди.